# Haukipudas järnvägsstation
Haukipudas järnvägsstation är en järnvägsstation på Uleåborg-Torneå-banan i Haukipudas i Norra Österbotten. Orten ingår sedan 2013 i Uleåborgs stad.
Stationen öppnades 1903.